# آوازهای ننه آرسو
آوازهای ننه آرسو فیلم‌نامه‌ای پلیسی و جنایی از بهرام بیضایی است از سالِ ۱۳۷۳. فیلمِ سایه به سایه را سالِ ۱۳۷۴ بر اساسِ این فیلم‌نامه نوشته و ساخته‌اند.

## کتاب
آوازهای ننه آرسو به سالِ ۱۳۷۳ نگاشته شد و کتابش نخستین بار سالِ ۱۳۷۵ در انتشاراتِ روشنگران طبع شد.

## داستان
ستوان پوریا رئیسِ پاسگاه است. همسرش گیلان نام دارد و باستان‌شناسی خوانده و می‌کوشد کاری در دانشگاهِ لاهیجان به دست آورد. شبی در دریا استوار درفکی که برای گشت رفته کُشته می‌شود. صبحی که جسد پیدا می‌شود، کوچ آقا ساحلی، فرزندِ ننه آرسو، را نیز زخمی و خسته و نیمه‌جان با تفنگِ درفکی در جیب از آب می‌گیرند. ماهیگیران به حرف نمی‌آیند. کوچ آقا هم زبانش بند آمده. پوریا و گیلان می‌خواهند ماجرا را کشف کنند. سرِ نخِ ماجرا به کشتیِ روسی و گلبان و چند ماهیگیرِ مرموز برمی‌گردد و قاچاقِ خاویار و نیز صورتک‌هایی باستانی که بناست از ایران خارج شوند.

## فیلم
علی ژکان فیلمِ سایه به سایه را سالِ ۱۳۷۴ بر اساسِ آوازهای ننه آرسو نوشت و ساخت؛ ولی «فیلم و فیلمنامه از جهاتی با هم تفاوت دارند.» از جمله، در آوازهای ننه آرسو زمان مستقیم است، ولی در فیلم سایه به سایه فلاش بک هست.